# Сподня Рочица
Сподня Рочица (словен. Spodnja Ročica) — поселення в общині Бенедикт, Подравський регіон‎, Словенія.